# Indri llanós de Ramanantsoavana
L'indri llanós de Ramanantsoavana (Avahi ramanantsoavani) és una espècie d'indri llanós nadiua del sud-est de Madagascar. Pesa aproximadament 1 kg. Originalment se'l considerà una subespècie de l'indri llanós meridional (A. meridionalis), com a A. m. ramanantsoavana, però fou ascendit al nivell d'espècie el 2007 basant-se en dades moleculars, fenotípiques i morfològiques.